# We Insist! - Freedom Now Suite
We Insist! Max Roach's Freedom Now Suite è un album di musica jazz del 1960 contenente una suite che Max Roach e il paroliere Oscar Brown avevano iniziato a sviluppare nel 1959 in vista del centenario (nel 1963) della dichiarazione di emancipazione. La copertina dell'album, che mostra tre afroamericani seduti al bancone di un bar (presumibilmente per soli bianchi) mentre si voltano a guardare verso la fotocamera, e dall'altra parte del bancone un perplesso barista bianco mentre si pulisce gli occhiali, si riferisce al movimento per i diritti civili del popolo afroamericano (e precisamente al sit-in di protesta tenutosi a Greensboro), come anche la perentoria affermazione presente nel titolo del disco: We Insist! ("Noi insistiamo!"). L'influente The Penguin Guide to Jazz assegna al disco il massimo dei voti, e lo ritiene opera fondamentale per lo sviluppo del genere free jazz.

## Il disco
Un'operazione così esplicita per l'epoca, con le forti tematiche "razziali" dei brani (anche per quanto riguarda la copertina del disco, volutamente provocatoria) contribuì all'inserimento di Roach nella "lista nera" dell'industria discografica statunitense nella seconda metà degli anni sessanta e lo costrinse a diradare la sua presenza in studio d'incisione.

### Origine e storia
Un mese prima della registrazione di Freedom Now Suite, Elijah Muhammad, allora leader della Nation of Islam, disse che era necessaria la costituzione di vari stati indipendenti all'interno degli Stati Uniti, per iniziare una vera afroamericanizzazione del Nord America. Ancora numerosi erano gli scontri razziali e la segregazione era ancora in vigore in molti Stati americani del Sud; questo era il clima politico in cui si sviluppò l'opera.
Come affermato da Brown, lui e Roach avevano inizialmente programmato di scrivere un lungo lavoro intitolato "The Beat" in cui doveva essere raccontata "la storia dell'Africa dai tempi antichi al presente, il tutto al ritmo dei tamburi". Molte di queste composizioni furono progettate in comune, e anche sviluppate insieme. Roach suonava improvvisando sopra i testi di Brown, e poi i due ci lavoravano sopra rifinendo i pezzi e decidendo quali liriche abbinare al sottofondo melodico.
Poi Brown e Roach litigarono per ragioni mai ben chiarite. Dopo la lite tra Roach e Brown, non era ben chiaro se la coppia avrebbe mai potuto lavorare di nuovo insieme e portare a compimento l'opera. Quindi Roach prese il controllo totale del progetto, elaborò la suite in una forma diversa, prima di completare il tutto per la pubblicazione. La neonata etichetta jazz indipendente Candid Records si rese disponibile per la pubblicazione e distribuzione del disco.
Brown apprese della pubblicazione imminente dell'album solo attraverso una cartolina, mandatagli da Nat Hentoff che gli chiedeva informazioni biografiche su di lui perché voleva inserirle nelle note di copertina da lui redatte per il disco.
Per ragioni politiche, Oscar Brown dichiarò in seguito che quanto fatto da Martin Luther King Jr. era stato più credibile di ciò che aveva professato Malcolm X (del quale Max Roach era un sostenitore).

### Descrizione

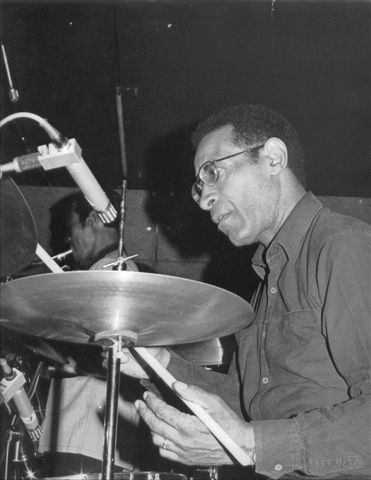
Max Roach (1979)

Il disco è strutturato in cinque tracce a costituire una lunga suite che racconta la difficile epopea del popolo afroamericano nel suo lungo cammino storico dalle piantagioni di cotone alle periferie-ghetto delle città statunitensi. Tutta l'opera, fin dal titolo, è un incitamento al riscatto, a una presa di coscienza generale, un moto di orgoglio da parte di una intera etnia. Per la realizzazione dell'album, Roach si avvalse della partecipazione di alcuni dei migliori musicisti jazz della scena dell'epoca, come Coleman Hawkins, Booker Little, Julian Priester, Walter Benton, James Schenck, e dei percussionisti africani e caraibici Michael Olatunji, Ray Mantilla, Tomas du Vall, e infine anche della futura moglie, la cantante Abbey Lincoln.
Il primo pezzo, Driva Man, si apre con il canto straziato della Lincoln che racconta le violenze e le molestie sessuali di cui erano vittime le schiave di colore da parte dei padroni bianchi nelle piantagioni fino a pochi anni prima. Freedom Day è introdotta dalla voce declamatoria di Abbey seguita dagli assolo di Booker Little alla tromba, di Walter Benton al sax tenore, e di Julian Priester al trombone.
Triptych: Prayer/Protest/Peace venne concepita da Roach come un balletto strutturato in tre atti: la "preghiera" che riproduce il lamento dei popoli oppressi, affidata al canto della Lincoln, la "protesta" contro ogni forma di sopraffazione, e infine la "pace", raggiungibile soltanto dopo aver combattuto per i propri diritti.
All Africa è una rievocazione/celebrazione delle proprie origini africane sottolineata dalle percussioni ossessive di Olatunji. La suite si conclude con il brano Tears for Johannesburg, un'invettiva contro l'apartheid in Sudafrica.

## Tracce
1. Driva Man – 5:10
2. Freedom Day – 6:02
3. Triptych: Prayer/Protest/Peace – 7:58
4. All Africa – 7:57
5. Tears for Johannesburg – 9:36

## Formazione
- Abbey Lincoln, voce
- Coleman Hawkins, sassofono tenore in Driva Man
- Walter Benton, sassofono tenore
- Booker Little, tromba
- Julian Priester, trombone
- James Schenk, contrabbasso
- Max Roach, batteria
- Michael Olatunji, conga in Tears for Johannesburg
- Raymond Mantilla, percussioni in Tears for Johannesburg
- Tomas du Vall, percussioni in Tears for Johannesburg